# Olav Ehala
 Der er for få eller ingen kildehenvisninger i denne artikel, hvilket er et problem. Du kan hjælpe ved at angive troværdige kilder til de påstande, som fremføres i artiklen.

Olav Ehala (født 31. julil 1950) er en estisk komponist og pianist.
Han afsluttede i 1969 sin uddannelse i musikteori ved Tallinna Muusikakool og i 1974 i komposition ved Tallinna Riikliku Konservatooriumi (Tallinn Statslige Konservatorium) som elev hos professor Eugen Kapp.
Han spillede i ensemblet "Kristallid" og skrev kompositioner til gruppen.
Han var i perioden 1970–1975 musiker ved Noorsooteater (Ungdomsteatret) og i 1975–1991 dets musikalske leder. Siden 1991 har han arbejdet ved Eesti Muusikaakadeemia som lærer.
Han har optrådt som pianist i adskillige lande og modtaget internationale hædersbevisninger for sin musik til dukkefilm som "Aeg maha" (Time out), "Eine murul", "Ärasõit" (Afrejse), "Papa Carlo teater" og "Hotell E". Han har skrevet musik til en lang række film og teaterforestillinger.
I 2001 blev han valgt til leder for Eesti Heliloojate Liit (Estlands Komponisters Forbund).

## Musicals
Ehala har skrevet en række musicals: "Sabata krokodill" (1972), "Oliver ja Jennifer" (1972), "Buratino" (1975) og "Johnny" (1980, sammen med Jaanus Nõgisto og Peeter Volkonski), "Thijl Ulenspiegel" (1987) samt "Nukitsamees" (1981).
Sammen med saxofonisten Lembit Saarsalu har Ehala optrådt i skoler for at gøre unge bekendte med jazzen og dens historie. Samtidig har han spillet jazz i jazzklubber og koncerdisale.

## Film
Olav Ehala har skrevet musik til film og anvendt samme musik til sine musicals. Musikken til filmene "Nukitsamees" (regissør Helle Karis, 1981) og "Karoliine hõbelõng" (regissør Helle Karis, 1984) er blevet overmåde populære i Estland, ligesom musikken fra 1971 til filmen "Don Juan Tallinnas" (blandt andre "Vaid see on armastus", oversat: Kun det er kærlighed).

## Kiigelaulukuuik
Olav Ehala har haft et tæt samarbejde med vokalgruppen Kiigelaulukuuik, der i de senere år især har fremført netop hans værker. Gruppen har optrådt i Estland, Finland, Tyskland, Irland og Portugal. Der er udkommet CD-erne "Siidiplaat", Olav Ehala-kompositionspladen "Kino-Teater-Muusika" samt "Koidulast Ehalani".

## Hædersbevisninger
- Suure Vankri preemia i 1997
- Valgetähe V klassi teenetemärk (Hvide Stjernes fortjenstmedalje af V klasse, uddeles af Estlands præsident) i 2001
- Estlands fonogramarbejderes forbunds hæderspris for sit bidrag til estisk musik i 2007 [3]

## Musik eksempler
(estisk)
- Näki laul filmist "Karoliine hõbelõng" (Webside ikke længere tilgængelig)
- "Armastus on hõbeniit" filmist "Karoliine hõbelõng" (Webside ikke længere tilgængelig)